# Tatort: Herzjagd
Herzjagd ist ein Fernsehfilm aus der Fernseh-Kriminalreihe Tatort der ARD und des ORF. Der Film wurde vom WDR produziert und am 14. Dezember 1980 zum ersten Mal gesendet. Er ist die 119. Folge der Tatort-Reihe und der einzige Fall von Kommissar Willi Kreutzer als Einzelermittler, nachdem dieser zuvor in 20 Folgen der Assistent von Kommissar Haferkamp war. Kreutzer hat es mit einem Bundeswehrdeserteur zu tun, der aus Mutterliebe zum Verbrecher wird.

## Handlung
Der Bundeswehrgefreite Wolfgang Tielens bekommt wegen eines Dienstvergehens Ausgangsverbot, schleicht sich aber dennoch abends aus der Kaserne, um seine schwer herzkranke Mutter Helga in der Klinik zu besuchen. Diese steht kurz vor einer komplizierten Operation, von der sie nicht erwartet, dass sie diese überlebt. Während seines Besuchs wird er von Feldjägern abgeholt, um für eine ABC-Übung in die Kaserne zurückgebracht zu werden. Um den Chefarzt Professor Heinrich zu bitten, die OP an seiner Mutter selbst durchzuführen, anstatt sie wie geplant seinem Assistenten zu überlassen, flieht Tielens vor den Feldjägern. Bei der Verfolgung kommt einer der Feldjäger ums Leben, anschließend sucht Tielens, der vom Tod des Feldjägers nichts mitbekommen hat, die Schwägerin seiner Mutter, Frau Köndgen, auf. Er erzählt ihr, dass einem Anfänger die OP an seiner Mutter überlassen wurde, Frau Köndgen ist hingegen der Überzeugung, dass Tielens sich in die Angelegenheit verrennt. Kreutzer wird am nächsten Morgen mit dem Fall Tielens betraut. Tielens sucht derweil Prof. Heinrichs auf, um ihn zu überreden, die OP persönlich durchzuführen, doch dieser sagt Tielens, dass seine Mutter wahrscheinlich sterben werde und es wenig Hoffnung für sie gibt.
Kreutzer ist derweil allein im Büro, weil sein Kollege Haferkamp im Urlaub ist, er beauftragt seinen Assistenten Klein, Frau Köndgen aufzusuchen, diese ist aufgelöst und versichert Klein, dass Tielens kein Verbrecher ist. Sie erzählt ihm, dass er Prof. Heinrichs aufsuchen wollte. Klein ruft bei Prof. Heinrichs an und berichtet ihm über die Fahndung nach Tielens, Tielens flieht daraufhin aus Heinrichs‘ Villa. Tielens bricht, vom Nachbarn Heribert Krischke beobachtet, in die Wohnung seiner abwesenden Bekannten Sabine ein und versteckt sich dort. Er ruft bei der Polizei Essen an und behauptet, eine Geisel zu haben. Er fordert, dass seine Mutter an das Herzzentrum in Houston in die USA überwiesen wird, weil dort ein Spezialist seine Mutter retten könnte, ansonsten würde er die Geisel töten. Kreutzers Team glaubt, dass Tielens blufft, doch Kreutzer ist sich aufgrund eines ähnlich gelagerten vorhergehenden Falles einer Geiseltötung nicht sicher und will Tielens hinhalten. Per Radiodurchsage wird Tielens aufgefordert, sich mit dem seine Mutter behandelnden Krankenhaus in Verbindung zu setzen. Tielens ruft daraufhin dort an und fordert, dass die Verlegung seiner Mutter ins Herzzentrum in die USA zum Beweis im Fernsehen gezeigt wird. Unterdessen ermitteln die Beamten, dass er zeitweise bei Sabine gewohnt hat, deren Adresse in Essen-Altendorf wissen die Beamten jedoch nicht. Am Abend sucht Sabines Nachbar Krischke Tielens in Sabines Wohnung auf. Er interessiert sich für die Wohnung und sieht sich zu Tielens‘ Unbehagen dort um. Krischke gibt sich hilfsbereit, als Tielens schlecht wird, doch dieser schickt ihn weg.
Kreutzer arrangiert einen manipulierten Fernsehbericht, der Tielens suggerieren soll, dass seine Mutter in die USA gebracht werde, sein Vorgesetzter ist von Kreutzers Vorhaben nicht überzeugt. Kreutzers Team versucht unterdessen, durch systematisches Durchkämmen von Altendorf, Tielens ausfindig zu machen. In dem Stadtteil wird seit zwei Tagen ein Schuljunge vermisst, Kreutzer und sein Team glauben, dass dieser sich in Tielens‘ Hand befindet. Tielens sieht den manipulierten Bericht im Fernsehen, in diesem wird auch berichtet, dass Frau Tielens vor dem Abflug in die USA unbedingt noch einmal ihren Sohn sehen will. Als erneut Krischke bei Tielens auftaucht, bittet Tielens diesen, für ihn in den USA anzurufen, um sich nach der bevorstehenden OP zu erkundigen. Krischke findet heraus, dass sich der Herzspezialist in Tokio aufhält und in den kommenden sechs Monaten keine OP durchführen wird. Tielens realisiert, dass der Bericht nur ein Bluff war und wirft in seiner Wut Krischke hinaus. Als die Polizei die Wohnung ausfindig macht, flieht Tielens aus dieser und kann den Beamten entkommen. Krischke sagt vor der Polizei aus, dass Tielens allein in der Wohnung war und es somit keine Geiselnahme gegeben hat. Kreutzer fährt zu Frau Tielens in die Klinik, die mittlerweile erfahren hat, dass sie doch vom Klinikprofessor operiert wird. Tielens sucht kurz darauf seine Tante auf, sie drängt Tielens aufgrund einer Bitte Kreutzers dazu, sich zu stellen und berichtet ihr von der bevorstehenden OP. Tielens entgegnet ihr, dass er vorher noch etwas zu Ende bringen müsse und sucht abends Krischke auf. Er nimmt Krischke als Geisel und ruft dann bei Kreutzer an. Kreutzer teilt Tielens mit, dass er in die Klinik fahren müsse, es sei etwas passiert. Nachdem sein Versuch, Prof. Heinrichs anzurufen, scheitert, verschafft sich Tielens mit seiner Geisel mittels eines Tricks Zutritt zu Kreutzers Wohnung.
Er nimmt Kreutzer als Geisel, der ihn darüber informiert, dass Frau Tielens eine Embolie erlitten hat und deshalb vom Professor operiert wird, doch Tielens glaubt ihm nicht. Er lässt Krischke frei und bleibt mit Kreutzer in dessen Wohnung. Er zwingt Kreutzer, seinen Assistenten Klein anzurufen und diesem aufzugeben, dass die OP von Frau Tielen im Fernsehen übertragen werden soll, damit er Kreutzers Angaben kontrollieren kann. Die Übertragung kommt zustande und Wolfgang Tielens sieht, wie seine Mutter vor laufender Kamera während der OP verstirbt. Er schießt daraufhin in den Fernseher und verursacht eine Implosion, bei der er verletzt wird, nach der Stürmung von Kreutzers zerstörter Wohnung durch die Polizei wird Tielens festgenommen und der unverletzte Kreutzer befreit.

## Einschaltquote und Produktion
Die Folge erreichte bei ihrer Erstausstrahlung 12,72 Mio. Zuschauer und somit einen Marktanteil von 38,00 %. Die Episode wurde zwischen dem 3. März und dem 10. April 1980 in Essen und Umgebung sowie in München gedreht.

## Kritik
Die Kritiker der Fernsehzeitschrift TV Spielfilm beurteilen diesen Tatort positiv als „Leicht angegraut, aber ein Unikat“.